# Estadio 24 de Febrero de 1956
El Estadio 24 de Febrero de 1956 (en árabe ملعب 24 فبراير 1956) es un estadio multiusos ubicado en la ciudad de Sidi Bel Abbès, Argelia. Actualmente se utiliza para partidos de fútbol y su equipo local es el USM Bel-Abbès.
El recinto fue inaugurado el día 19 de junio de 1981 con ocasión de la final de la Copa de Argelia.